# Igła (powieść)
Igła (ang. Eye of the Needle) – thriller szpiegowski z 1978 dotyczący okresu II wojny światowej, brytyjskiego autora Kena Folletta. Początkowo wydany pod tytułem Storm Island.
Książkę w Polsce wydało po raz pierwszy wydawnictwo Czytelnik w 1981 w tłumaczeniu Małgorzaty Targowskiej-Grabińskiej. Potem była kilkakrotnie wznawiana przez inne wydawnictwa także w przekładzie Janusza Ochaba.
Powieść otrzymała Nagrodę Edgara w 1979 i okazała się pierwszym dużym sukcesem Kena Folletta. W 2019 BBC Arts umieściło powieść na liście 100 powieści, które ukształtowały świat.
Książka została zekranizowana pod tym samym tytułem w 1981 w reżyserii Richarda Marquanda. W rolach głównych wystąpili Donald Sutherland, Kate Nelligan i Ian Bannen.

## Treść
II wojna światowa. Alianci szykują się do inwazji na, opanowaną przez hitlerowskie Niemcy, kontynentalną Europę i utworzenia drugiego frontu. Jednak lądowanie w Normandii może nie dojść do skutku dzięki działającemu na terenie Anglii niemieckiemu szpiegowi o kryptonimie „Igła”. Trwa walka wywiadów i agentów.